# Oncocnemis barnesii
Oncocnemis barnesii är en fjärilsart som beskrevs av Smith 1899. Oncocnemis barnesii ingår i släktet Oncocnemis och familjen nattflyn. Inga underarter finns listade i Catalogue of Life.